# Sophie Coldwell
Sophie Coldwell née le 25 février 1995 à Gravesend dans le comté de Kent, est une triathlète professionnelle britannique, championne d'Europe de triathlon sprint en 2018.

## Biographie

### Jeunesse
Sophie Coldwell est née à Gravesend en Tamise, elle a déménagé à Keyworth dans la banlieue de  Nottingham en 2000, elle a commencé la compétition de triathlon trois ans plus tard à l'âge de 8 ans après avoir vu une publicité télévisuelle d'un triathlon local et ne s'est jamais arrêté durant toute sa jeunesse. Elle était étant jeune membre du Charnwood Athletics Club et du Nottingham Leander Swimming Club, elle s'entraîne depuis 2015 à Loughborough sous la direction d'Adam Elliott. 

### Carrière en triathlon
En 2018, elle remporte sa première victoire professionnelle, en coupe du monde à l'épreuve hongroise de Tiszaújváros, elle remportera une autre épreuve un an plus tard à Cagliari en Italie. En 2018, elle prend la couronne des championnats d'Europe de triathlon sprint devant la russe Alexandra Razarenova. En relais mixte, elle connait le succès aux séries mondiales de triathlon de Nottingham avec Georgia Taylor-Brown, Alex Yee et Ben Dijkstra. En 2021, elle termine septième des championnats du monde.

### Vie privée
Sophie Coldwell est passionnée par les animaux, elle a des chiens et des poulets sauvés de l'élevage en batterie, elle les a prénommé par des noms de drag queens. Elle a déménagé à Loughborough en 2015 pour fréquenter l'université et a obtenu son diplôme en 2017 de biologie humaine avec une mention importante.

## Palmarès
Le tableau présente les résultats les plus significatifs (podium) obtenus sur le circuit national et international de triathlon depuis 2013.
| Année | Compétition                                     | Pays        | Position           | Temps           |
| ----- | ----------------------------------------------- | ----------- | ------------------ | --------------- |
| 2021  | WTS Leeds                                       | Royaume-Uni | Médaille de bronze | 1 h 54 min 46 s |
| 2019  | WTS Edmonton                                    | Canada      | Médaille d'argent  | 1 h 20 min 23 s |
| 2019  | Coupe du monde - l'étape sprint de Cagliari     | Italie      | Médaille d'or      | 57 min 57 s     |
| 2019  | WTS Nottingham - relais mixte                   | Royaume-Uni | Médaille d'or      | 1 h 23 min 13 s |
| 2019  | WTS Edmonton - relais mixte                     | Canada      | Médaille d'argent  | 1 h 20 min 23 s |
| 2018  | Championnats d'Europe de triathlon sprint       | Estonie     | Médaille d'or      | 58 min 32 s     |
| 2018  | Coupe du monde - l'étape sprint de Tiszaújváros | Hongrie     | Médaille d'or      | 59 min 2 s      |
| 2017  | Championnat britannique sprint                  | Royaume-Uni | Médaille d'or      | 1 h 2 min 18 s  |
| 2017  | Coupe d'Europe - l'étape sprint de Quarteira    | Portugal    | Médaille de bronze | 2 h 0 min 7 s   |
| 2017  | Championnats d'Europe de triathlon - Kitzbühel  | Autriche    | Médaille d'argent  | 1 h 58 min 5 s  |
| 2015  | Coupe d'Europe - l'étape sprint de Madrid       | Espagne     | Médaille de bronze | 2 h 10 min 55 s |
| 2013  | Championnat britannique                         | Royaume-Uni | Médaille de bronze | 1 h 5 min 6 s   |